# Kanton Cassel
Kanton Cassel (francouzsky Canton de Cassel) je francouzský kanton v departementu Nord v regionu Nord-Pas-de-Calais. Tvoří ho 13 obcí.

## Obce kantonu
- Arnèke
- Bavinchove
- Buysscheure
- Cassel
- Hardifort
- Noordpeene
- Ochtezeele
- Oxelaëre
- Rubrouck
- Sainte-Marie-Cappel
- Wemaers-Cappel
- Zermezeele
- Zuytpeene